# Vasco da Gama
 Ovo je glavno značenje pojma Vasco da Gama. Za druga značenja pogledajte Vasco da Gama (razdvojba).
Vasco da Gama (Sines, oko 1460. – Kochi, 24. prosinca 1524.), portugalski pomorac i istraživač. Gama je prvi dospio pomorskim putem iz Europe u Indiju oko Afrike, 1497. – 1499. Sa svoja tri putovanja u Indiju, i 1502. – 1503. i 1524., potaknuo je trgovinu Europe i zapadne Azije, te učvrstio kolonijalnu moć Portugala u Indiji.

## Rani život
Gama je rođen i odrastao u Portugalu. Gamin otac bio je plemić Estevao da Gama. Bartolomeu Dias je u to vrijeme istražio jug Afrike i dospio do Rta Dobre Nade, dok je Pedro de Corvilha zašao dublje u kopneni dio Afrike. Sada se spremala pomorska ekspedicija koja će pomorskim putem oko Afrike stići u Indiju iz Portugala. Portugalski kralj 
Manuel I. Veliki odredio je kao vođu puta Estevaoa da Gamu. Estevao je, međutim, umro, pa je vodstvo i odgovornost preuzeo njegov sin Vasco da Gama. Prvo je vodstvo ekspedicije, navodno, ponuđeno Vascinom starijem bratu Paulu, ali je ovaj odbio jer je bio bolestan (Paulo je umro 1499.).

## Prvo putovanje 1497./1499.
Na put se krenulo iz Lisabona 8. srpnja 1497. Ekspedicija je brojila 4 broda (Sao Gabriel i Sao Rafael, oba nosivosti 120 tona, Berrio, nosivosti 50 tona, i jedan teretni brod nepoznatog imena od 200 tona). 16. prosinca 1497. Gama je prošao ušće Velike riblje rijeke (dotle je dospio i Dias) i krenuo u dotad europljanima nepoznate vode. Prvi dio puta Gamu je pratio Dias s petim brodom. Na dan Božića, 25. prosinca, Gama je nazvao kopno koje su ugledali toga dana Terra Natalis, današnji Natal (portugalski Natal znači Božić). U siječnju 1498. dospjeli su do današnje države Mozambik. U to vrijeme istočnu obalu Afrike kontrolirali su Arapi. 
25. siječnja 1498. pristali su uz kopno (danas Quelimane) i mjesec dana se odmarali zbog popravaka na brodovima i iscrpljenosti posade bolestima. 3. ožujka Gama je stigao na mali otok Mozambik. Stanovnici su za posadu mislili da su muslimani (kao i oni) pa su im pružili pomoć. Gama je tu uzeo arapskog peljara da mu pomogne dovršiti putovanje do Indije. Nakon što je s arapimskim trgovcima, koji su bili također u luci, izvršio trgovinu začinima, Gama je nastavio putovanje. Ekspedicija je stigla u Calicut (danas Kozkihode).
20. svibnja 1498. Gama je s hinduskim vladarom Zamorinom postigao trgovački sporazum, iako su arapski trgovci iskazali veliko nezadovoljstvo. Gama je od Zamorina dobio pismenu dozvolu da smije otvoriti trgovačku postaju u Calicutu. S vremenom su se pojačavala neslaganja između portugalca i hindusa. 
Gama je u kolovozu krenuo nazad u Portugal. Sa sobom je poveo i 6 hindusa kralju Manuelu I. da bi Portugalci mogli naučiti njihove običaje i ostavio je dio ljudi da otvore trgovačku postaju u Calicutu. Zbog lošeg vremena Arapsko more su prošli tek za 3 mjeseca, a velik dio posade je umro od skorbuta. U svibnju Gama je s brodovima Sao Gabriel i Berrio oplovio Rt dobre nade, ali su se kasnije dva broda zbog navremena razdvojila. Gama se sa Sao Gabrielom vratio u Portugal 9. rujna 1499. Kralj Manuel I. dočekao je Gamu s počastima i udijelio mu godišnja primanja od 1,000 cruzadosa. 
Portugalac Pedro Alvares Cabral je 1500. – 1501. izvršio drugo putovanje u Indiju s 13 brodova. U Calicutu su Portugalci i Hindusi zaratili.

## Drugo putovanje 1502./1503.
Kada je Cabral odbio (ili mu nije ni ponuđena ?) vodstvo nove ekspedicije u Indiju, zapovjedništvo je preuzeo Gama. Gama je dobio titulu Admiral indijskog oceana i krenuo na put 12. veljače 1502. s 20 brodova. Gama je prisilio vladara grada Kilwa (Tanzanija) na plaćanje danka portugalskom kralju, a zatim pristao uz teritorij Goa (kasnije će Goa biti glavno uporište portugalske moći u Indiji). Gama je zatim pristao u gradu Cannanore, sjeverno od Calicuta. Tu je opljačkao arapski trgovački brod koji je stigao nekoliko dana poslije s između 200 i 400 putnika (i žene i djece). Gama je naredio smaknuće svih putnika, te je zapljenio njihov teret. To je bio najokrutniji čin njegove karijere. 
Gama je postigao sporazum s vladarom Cannanorea, a zatim se uputio u Calicut. Zamorin je ponudio Gami savezništvo, ali je ovaj odbio. Gama je postavio Zamorinu ultimatum da hindusi napuste luku, te je brodovima bombardirao grad iz daljine. Zatim je otišao sjeverno od Calicuta i postigao sporazum s jednim vladarom, Zamorinovim neprijateljem. 20. veljače 1503. Gama je krenuo iz Cannanorea na povratak u Portugal. 

## Treće putovanje 1524.
Nisu poznati detalji o drugom prijemu Game kod Manuela I. Gama je u međuvremenu oženio Caterinu de Ataide ( oko 1500). Na treće putovanje u Indiju Gama je krenuo tek 1524. Novi portugalski kralj Ivan III. Portugalski imenovao ga je indijskim potkraljem (umjesto Eduardo de Mendezesa). Nakon 3 mjeseca u Indiji, Gama se razbolio i umro.